# Dios Salve a la Reina
Dios Salve a la Reina es una banda tributo a Queen de Argentina formada en 1998. La banda está integrada por: Pablo Padín (voz), Francisco Calgaro, actualmente Dani Marcos (guitarra), Matías Albornoz (batería) y Ezequiel Tibaldo (bajo). La banda toma su nombre del himno nacional del Reino Unido que se tocaba en cinta al final de cada show de Queen mientras la banda saludaba.

## Descripción general
Dios Salve a la Reina se formó en 1998, en la ciudad de Rosario, como el primer cuarteto tributo a Queen en Argentina. La actuación escénica de la banda, incluido el vestuario y la presencia en el escenario, se parece a la de Queen durante la década de 1980. La banda se ha destacado por su fiel imitación de Queen en moda y sonido.

## Tours
Durante los últimos cinco años, Dios Salve a la Reina ha tocado en varios lugares y estadios importantes, incluido el estadio Luna Park en Buenos Aires y Montreux, Suiza. En 2005, llevaron su actuación al Reino Unido, Alemania y la India. Durante esta gira, la banda se autodenominó «el mayor tributo a Queen de Argentina». Cuando se le preguntó sobre su gira de 2005, el baterista Matías Albornoz dijo: «Creo que fue un éxito, la música rompió la barrera del idioma». En 2006, en el 25 aniversario del primer concierto de Queen en Argentina, actuaron utilizando el setlist, la vestimenta y las travesuras escénicas precisas que Queen usó en 1981 (cuando los miembros de la banda vieron a Queen en vivo en el mismo lugar).
A lo largo de los años, la banda se ha mantenido haciendo conciertos imitando el estilo de las giras de la banda inglesa a la que hacen tributo. En palabras de su vocalista: «El camino no era cantar como Queen sino emular los shows de Queen con los looks de los miembros de Queen.».